# Distretto delle Nicobare
Il distretto delle Nicobare è un distretto del territorio delle Andamane e Nicobare, in India, di 42 026 abitanti. Il suo capoluogo è Car Nicobar.